# Caleb Cushing
Caleb Cushing (Salisbury, Massachusetts, 17 de enero de 1800 - Newburyport, Massachusetts, 2 de enero de 1879) fue un diplomático y viajero estadounidense.

## Biografía
Se formó en Harvard, donde se graduó en leyes en 1817. Allí fue profesor de matemáticas en el curso 1820-1821; en este último año fue admitido en prácticas en la Corte de justicia de Massachusetts. Viajó por Europa, en particular por España, entre 1829 y 1831, experiencia que describió en Reminiscences of Spain (1833). Fue congresista por Massachusetts y fiscal general (1853–57) bajo el presidente Franklin Pierce. Miembro de la Comisión de Asuntos Exteriores, en 1844 negoció el primer tratado comercial de los Estados Unidos con China, el Tratado de Wang Hiya o Wanghia. En 1868 negoció con Colombia la construcción del Canal de Panamá. Entre el seis de enero de 1874 y el nueve de abril de 1877 Cushing fue enviado y ministro plenipotenciario en España de los Estados Unidos.
Publicó History and Present State of the Town of Newburyport, Mass. (1826); Review of the late Revolution in France (1833); Reminiscences of Spain (1833); Oration on the Growth and Territorial Progress of the United States (1839); Life and Public Services of William H. Harrison (1840) y The Treaty of Washington (1873).

## Obras
- History and Present State of the Town of Newburyport, Mass.  Printed by E.W. Allen, Newburyport, 1826
- Review, historical and political, of the late revolution in France, and of the consequent events in Belgium, Poland, Great Britain, and other parts of Europe. In Two Volumes. Volume I.  Publisher Carter, Hendee & co., Boston; T.B. White, Newburyport, 1833
- Review, historical and political, of the late revolution in France… Volume II
- Reminiscences of Spain. In two Volumes. Publisher: Carter, Hendee and co., Boston, 1833
- Speech of Mr. Cushing, of Massachusetts, on the Right of Petition, as Connected with Petitions for the Abolition of Slavery and the Slave Trade in the District of Columbia. In The House Of Representatives, January 25, 1836.– a Project Gutenberg e-book
- Oration on the Growth and Territorial Progress of the United States (1839, history)
- Life and Public Services of William H. Harrison Publisher: Eastburn's Press Boston 1840, (biography)
- Arguments in behalf of the United States, with supplement and appendix [microform : presented to the commissioners under the treaty between Great Britain and the between Great Britain and the United States for the final settlement of the claims of the Hudson's Bay and Puget's Sound Agricultural Companies.]  Published 1868
- Plaidoyer de Mr. Cushing, conseil des États-Unis: devant le Tribunal Arbitral de Génève. En Réponse à l’Argument du Conseil de Sa Majesté Britannique.  Imprimerie Carey Frères, Génève, 1872
- The Treaty of Washington  Publisher: Harper & brothers New York, 1873

- Datos: Q177650
- Multimedia: Caleb Cushing / Q177650